# Ydre häradsdräkt

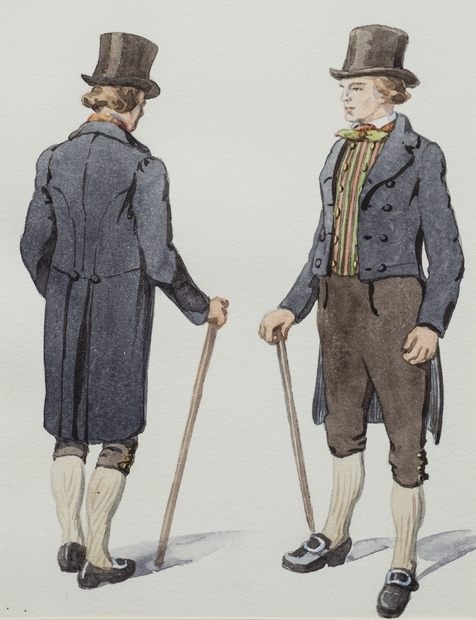
Man i Ydre häradsdräkt (högtidsdräkt). Denna bild är av ungt datum då fracken först kom i bruk under det Napoleonska väldet.

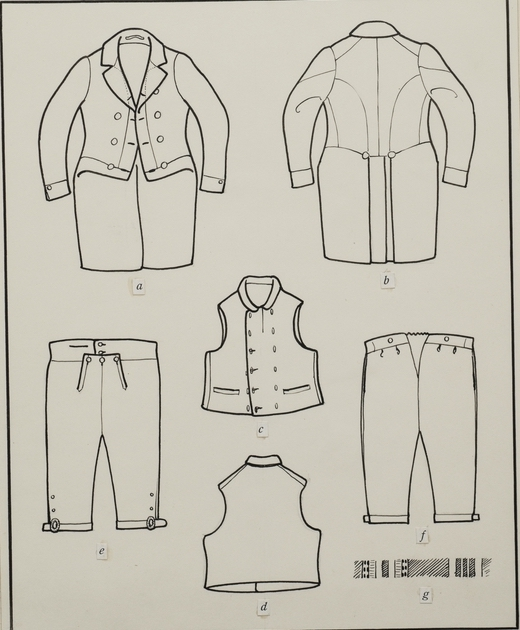
Ritning av manlig Ydre häradsdräkt (högtidsdräkt)

Ydre häradsdräkt är en folkdräkt (eller bygdedräkt) från Ydre härad i Östergötland.
I Östergötland med dess talrika herrgårdar samt rika brukssamhällen har allmogekulturen i högre grad än i de flesta andra svenska landskap tagit intryck från de högre ståndens kultur.

## Högtidsdräkt, man
Ydre mansdräkt är antagligen den enda svenska folkdräkt till vilken fracken bars. Delar i högtidsdräkten:
- ydrefrack - av grov, blå vadmal med knappar överklädda med samma tyg, gråbrunt foder i livet samt smalrandigt blått och svart i skörten.
- byxor - är av svart vadmal med smal lucka och knäppas under västen med svarta hornknappar. Vid knäna sprund, två mässingsknappar samt ovalt mässingsspänne
- väst - är hög, av randigt halvylle med svart bottnen och ränder i rött och grönt, ryggstycke av linne, dubbla rader knappar av gul metall.
- nattkappa - av vitt linne med överfallande krage
- halsduk - av rutigt och blommigt siden med röd bottenfärg
- strumpor - vita och av ull, stickade avig och rätt. Lågskor med spännen av vit eller gul metall.
- huvudbonad - bärs till stor högtid "storm", annars grön läderkaskett.

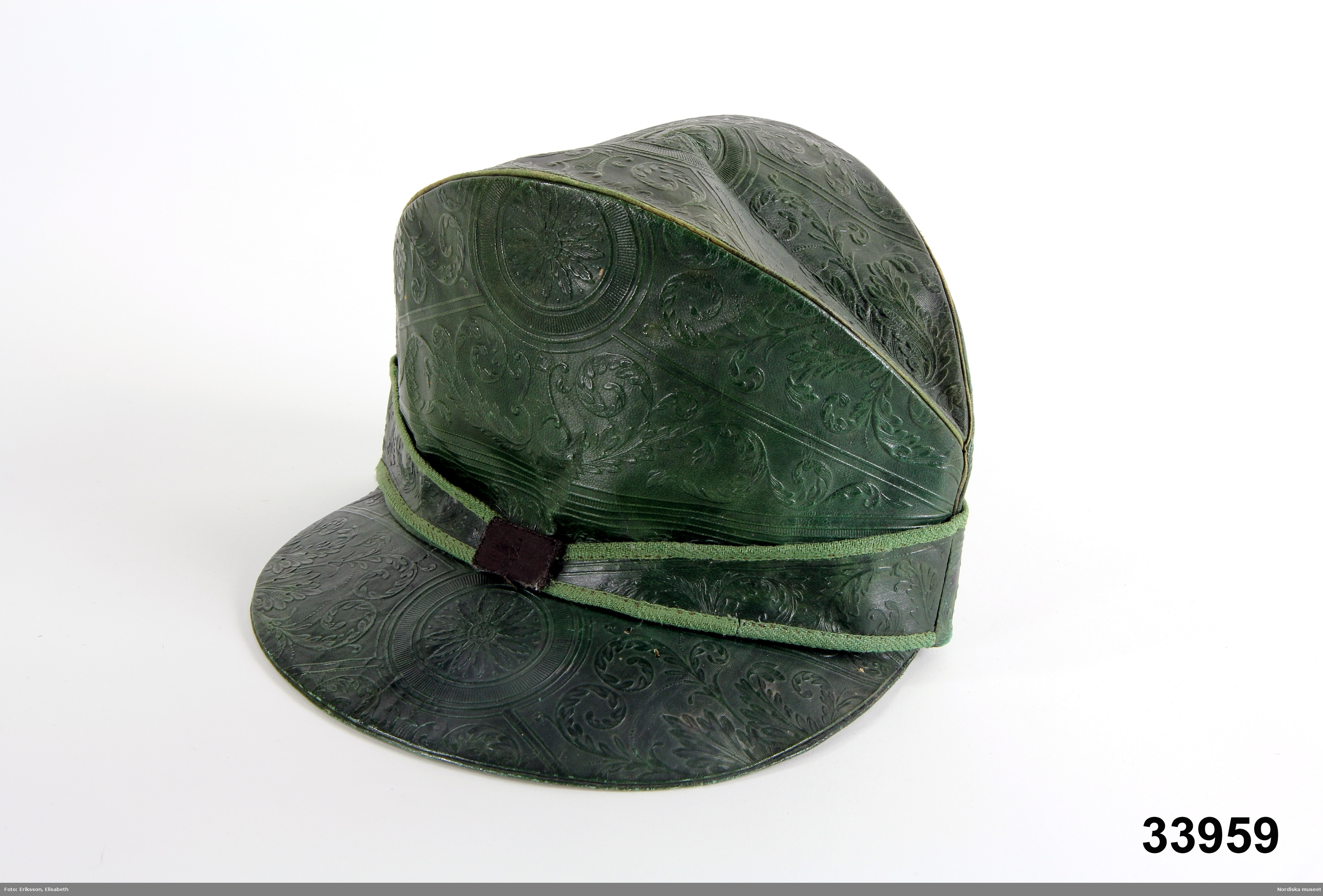
Grön läderkaskett av saffiansskinn med inpressat mönster i form av bladornament, stjärnor.